# Família do vice-presidente do Brasil
Esta é uma lista das famílias vice-presidenciais do Brasil. Os membros da família consistem no vice-presidente, na segunda-dama e os filhos de ambos ou de casamentos anteriores. No entanto, outros parentes próximos do vice-presidente e da segunda-dama como pais, netos, enteados e sogros, podem ser classificados como membros da família vice-presidencial se residirem no Palácio do Jaburu.

## Lista
| N.º | Fotografia                                         | Família vice-presidencial | Período do mandato                                                    | Vice-presidente e segunda-dama Filhos                                                                                            | Notas                           |
| --- | -------------------------------------------------- | ------------------------- | --------------------------------------------------------------------- | --- | ------------------------------- |
| 1   |                                                    | Peixoto                   | 26 de fevereiro de 1891 – 23 de novembro de 1891 (8 meses e 28 dias)  | Floriano e Josina Peixoto Anna, José, Floriano Filho, Maria Thereza, José Floriano, Maria Amália, Maria Josina e Maria Anunciada | [ 1 ]                           |
| 2   |                                                    | Vitorino Pereira          | 15 de novembro de 1894 – 15 de novembro de 1898 (4 anos)              | Manuel e Amélia Pereira José, Dionísio, Álvaro, Mário, Alice, Edgard, Carlos e Manuel                                            | [ 2 ]                           |
| 3   |                                                    | Rosa e Silva              | 15 de novembro de 1898 – 15 de novembro de 1902 (4 anos)              | Francisco de Assis Maria das Dores, Francisco de Assis Júnior, Heloísa e Aloysio                                                 | [ nota 1 ]                      |
| 4   |                                                    | Pena                      | 17 de junho de 1903 – 15 de novembro de 1906 (3 anos e 151 dias)      | Afonso e Guilhermina Pena Maria da Conceição, Afonso Junior, Otávio, Álvaro, Salvador, Alexandre, Regina, Dora e Olga            | [ nota 2 ] [ 3 ] [ 4 ]          |
| 5   |                                                    | Peçanha                   | 15 de novembro de 1906 – 14 de junho de 1909 (2 anos e 211 dias)      | Nilo e Anita Peçanha | [ nota 3 ] [ 5 ] [ 6 ]          |
| 6   |                                                    | Pereira Gomes             | 15 de novembro de 1910 – 15 de novembro de 1914 (4 anos)              | Venceslau Brás e Maria Pereira Gomes José, Odete, Francisco, João, Mário, Maria Isabel e Maria de Lourdes                        | [ 7 ]                           |
| 7   |                                                    | Santos                    | 15 de novembro de 1914 – 15 de novembro de 1918 (4 anos)              | Urbano e Filomena Araújo Virgínia e Maria da Conceição                                                                           | [ 8 ]                           |
| 8   |                                                    | Moreira                   | 15 de novembro de 1918 – 1 de julho de 1920 (1 ano e 229 dias)        | Delfim e Francisca Moreira Antônio, Antonieta, Delfim Júnior, Alzira, Aída e Maria Anunciada                                     |                                 |
| 9   |                                                    | Bueno de Paiva            | 10 de novembro de 1920 – 15 de novembro de 1922 (2 anos e 5 dias)     | Francisco Álvaro e Antonietta de Paiva                                                                                           |                                 |
| 10  |                                                    | Coimbra                   | 15 de novembro de 1922 – 15 de novembro de 1926 (4 anos)              | Estácio e Joanna Coimbra João, Nair, Jayme e Maria Alice                                                                         | [ 9 ]                           |
| 11  |                                                    | Melo Viana                | 15 de novembro de 1926 – 24 de outubro de 1930 (3 anos e 343 dias)    | Fernando e Alfida Viana Alfida e Eros                                                                                            | [ nota 4 ]                      |
| 11  | Fernando e Clotilde de Melo Viana Fernando Antônio | Melo Viana                | 15 de novembro de 1926 – 24 de outubro de 1930 (3 anos e 343 dias)    | |                                 |
| 12  |                                                    | Ramos                     | 19 de setembro de 1946 – 31 de janeiro de 1951 (4 anos e 134 dias)    | Nereu e Beatriz Ramos Olga, Nereu Filho, Murilo e Rubens                                                                         | [ 10 ]                          |
| 13  |                                                    | Café                      | 31 de janeiro de 1951 – 24 de agosto de 1954 (3 anos e 205 dias)      | João e Jandira Café Eduardo | [ 11 ]                          |
| 14  |                                                    | Goulart                   | 31 de janeiro de 1956 – 25 de agosto de 1961 (5 anos e 206 dias)      | João e Maria Thereza Goulart João Vicente e Denise                                                                               | [ 12 ]                          |
| 15  |                                                    | Alkmin                    | 15 de abril de 1964 – 15 de março de 1967 (2 anos e 334 dias)         | José Maria e Dasdores Alkmin Luciano, Carlos, Leonardo e José Maria Filho                                                        | [ 13 ]                          |
| 16  |                                                    | Aleixo                    | 15 de março de 1967 – 31 de agosto de 1969 (2 anos e 169 dias)        | Pedro e Mariquita Aleixo Maurício, José Carlos, Sérgio e Heloísa                                                                 | [ 14 ]                          |
| 17  |                                                    | Rademaker                 | 30 de outubro de 1969 – 15 de março de 1974 (4 anos e 136 dias)       | Augusto e Ruth Rademaker Eliana, Anecy, André, Ana e Guilherme                                                                   | [ 15 ]                          |
| 18  |                                                    | Pereira dos Santos        | 15 de março de 1974 – 15 de março de 1979 (5 anos)                    | Adalberto Pereira dos Santos | [ nota 5 ]                      |
| 19  |                                                    | Chaves                    | 15 de março de 1979 – 15 de março de 1985 (6 anos)                    | Aureliano e Vivi Chaves Maria Guiomar, Antônio Aureliano e Maria Cecília                                                         | [ 16 ]                          |
| 20  |                                                    | Sarney                    | 15 de março de 1985 – 21 de abril de 1985 (1 mês e 6 dias)            | José e Marly Sarney Roseana, Fernando e Sarney Filho                                                                             | [ 17 ]                          |
| 21  |                                                    | Franco                    | 15 de março de 1990 – 29 de dezembro de 1992 (2 anos e 289 dias)      | Itamar Franco Georgiana e Luciana                                                                                                | [ nota 6 ] [ 18 ]               |
| 22  |                                                    | Maciel                    | 1 de janeiro de 1995 – 1 de janeiro de 2003 (8 anos)                  | Marco e Anna Maria Maciel Gisela, Cristiana e João Maurício                                                                      | [ 19 ]                          |
| 23  |                                                    | Alencar                   | 1 de janeiro de 2003 – 1 de janeiro de 2011 (8 anos)                  | José e Mariza Gomes Maria da Graça, Patrícia e Josué                                                                             | [ 20 ]                          |
| 24  |                                                    | Temer                     | 1 de janeiro de 2011 – 31 de agosto de 2016 (5 anos e 243 dias)       | Michel e Marcela Temer Luciana, Maristela, Clarissa, Eduardo e Michel Filho                                                      | [ nota 7 ] [ 21 ] [ 22 ] [ 23 ] |
| 25  |                                                    | Mourão                    | 1 de janeiro de 2019 – 1 de janeiro de 2023 (4 anos)                  | Hamilton e Paula Mourão Antônio e Renata                                                                                         | [ nota 8 ]                      |
| 26  |                                                    | Alckmin                   | 1 de janeiro de 2023 – em exercício (2 anos e 117 dias até o momento) | Geraldo e Lu Alckmin Sophia e Geraldo Neto                                                                                       | [ nota 9 ]                      |